# Cine de Costa Rica
El cine de Costa Rica es la producción cinematográfica realizada en este país o fuera de él por profesionales costarricenses o con financiamiento principal de costarricenses. En la actualidad, la producción de cine en Costa Rica es modesta, predominando la producción de documentales, cortometrajes y la industria publicitaria. La creación de largometrajes ha sido más bien escasa, aunque a partir de la segunda década del siglo XXI ha ido incrementándose la producción de nuevos filmes de ficción, principalmente producción independiente.

## Historia
El cine llegó a Costa Rica tempranamente, en 1897, como entretenimiento, pero no fue sino hasta 1913 que se realizaron las primeras producciones de imágenes en movimiento por fotógrafos costarricenses, como Amando Céspedes Marín y Manuel Gómez Miralles. En su mayoría, estas producciones, conocidas como "vistas", fueron recogidas en noticieros, registrando algunos acontecimientos importantes de la historia del país, como traspasos de poderes, desfiles y rudimentarios documentales.
La primera película de ficción filmada en el país fue El retorno (A.F. Bertoni, 1930), película muda en blanco y negro con un elenco enteramente costarricense, sobre un campesino que va a la ciudad, tema que luego será recurrente en el cine nacional aun en el siglo XXI. La siguiente producción importante fue Elvira (Alfonso Patiño Gómez, 1955), primera película sonora. El mismo año sale Milagro de amor, basada en una zarzuela de Alcides Prado, la primera película dirigida por un costarricense, José Gamboa. En 1968, el escritor y periodista Miguel Salguero filmó La apuesta, filme sonoro en color en parte ficticio y en parte documental. Todos estos trabajos se enmarcaron en un ambiente costumbrista, tema congruente con los argumentos en la literatura nacional de la época.
En 1973, el Estado costarricense se involucró en la producción de cine al fundar un Departamento de Cine adscrito al Ministerio de Cultura, departamento que posteriormente se convertiría en el Centro de Cine. Se filmaron gran cantidad de documentales con una temática de denuncia social, siendo uno de los más emblemáticos de la época La cultura del guaro (Carlos Freer, 1975). Esto levantó roces entre el Ministerio de Cultura y otras instancias gubernamentales, que culminó con la censura del filme Costa Rica: Banana Republica (Ingo Niehaus, 1976).
A partir de la década de 1980, la creación de cine en el país dependió casi exclusivamente de la producción independiente. La crisis económica de 1980 tornó muy costosa la producción cinematográfica, haciendo imposible la creación de una industria de cine en el país, y la producción nacional quedó en manos de esfuerzos individuales con ocasional apoyo del Estado. Las guerras centroamericanas hacen que un número importante de las producciones y coproducciones donde participan costarricenses tengan que ver con esta problemática regional (Patria libre o morir, 1979; El Salvador, el pueblo vencerá, 1980; La insurrección, 1980; Alsino y el cóndor, 1982; La guerra de los filibusteros, 1980). A partir de 1982, el cine nacional aborda temáticas más míticas, históricas y legendarias, de las cuales el proyecto más ambicioso es el largometraje La Segua (Antonio Yglesias, 1984), que combina elementos sobrenaturales, o la cinta La Negrita, el Milagro de Nuestra Señora de los Ángeles (1985), producida por Roxanna Bonilla-Giannini, sobre la leyenda del hallazgo de la Virgen de los Ángeles. El tema del campesino que va a la ciudad vuelve a ser tratado con Los secretos de Isolina (Miguel Salguero, 1984) y Eulalia (Óscar Castillo, 1987), pero el público costarricense tiene que esperar catorce años para volver a ver otra película nacional, Asesinato en El Meneo (Óscar Castillo, 2001), comedia en la cual, por primera vez, se refleja la deteriorada imagen del país en un largometraje de ficción.
La década de 1990 y posterior destaca por el auge del vídeo, lo que hace que surgan directores que se dedican a la filmación de cortometrajes de ficción en este formato, apareciendo toda una generación de nuevos cineastas: La pasión de nuestra señora (Hilda Hidalgo, 1998), Las máscaras (Rafa Chinchilla, 1998), Florencia de los ríos hondos y los tiburones grandes (Ishtar Yasin, 1999), Once rosas (Esteban Ramírez , 2000), Avería de la conciencia (Hernán Jiménez, 2005), Amor de temporada (Sergio Pucci, 2016), entre otros.
La llegada del siglo XXI y la participación de la empresa privada ha permitido un auge al cine costarricense que no había vivido en su historia, con el surgimiento de jóvenes directores, algunos de ellos destacándose a nivel internacional, y un mayor acercamiento del público local a la producción nacional. A pesar de ello, la producción de cine costarricense sigue presentando la problemática de un mercado pequeño, falta de financiamiento con altos costos de producción, la apatía del público y la competencia del cine comercial de otras latitudes. La producción se caracteriza por un cine crítico y de contenido que aborda de frente las distintas problemáticas del país, utilizando variados géneros, como drama, comedia, cine de terror, cine de ficción e incluso falso documental. Destacan directores como Andrés Heindenreich (Password: una mirada en la oscuridad, 2002); Esteban Ramírez con Caribe (2004), Gestación (2009) y Presos (2015); Hernán Jiménez con A ojos cerrados (2010), El regreso (2011) y Entonces nosotros (2016); Neto Villalobos (Por las plumas, 2012); Laura Astorga (Princesas Rojas, 2013); Gustavo Fallas (Puerto Padre, 2013); Paz Fábrega (Viaje, 2015); Ernesto y Antonio Jara (El Codo del Diablo, 2015); y Miguel Alejandro Gómez, con El cielo rojo (2008), El sanatorio (2010), El fin (2012), Italia 90: la película (2014) y Maikol Yordan de viaje perdido (2014), esta última una comedia que retoma el tema del campesino que va a la ciudad (en este caso, a Europa), y que es el largometraje más visto del negocio cinematográfico costarricense en toda la historia.

## Cine
El cine documental costarcense tuvo un periodo de especial crecimiento en la década de 1970. Se fundaron la Cinemateca Nacional (1972), el Departamento de Cine del Ministerio de Cultura (1973), la Cinemateca de Estudios Generales de la Universidad de Costa Rica (1974) y el Centro Costarricense de Producción Cinematográfica (1977). El Departamento de Cine produjo documentales y los proyectó en la televisión nacional, además de organizar diversos festivales de cine. El pensamiento crítico de los jóvenes que participaron en este Departamento hizo que entraran en conflicto con las autoridades gubernamentales, que prohibió algunas proyecciones. A pesar de esto, la producción de documentales conoció un periodo de apogeo con gran explosión creativa, que luego fue decayendo en forma significativa.

## Cine de animación
La animación digital ha experimentado importantes avances en épocas recientes, casi todos cortometrajes: Gringo pinto (Guillermo Ramos, 2010); Pique tico (Pablo Solís, 2014), Ellas (Andrés Francisco Chaves, 2015); El cumpleaños esotérico (Guillermo Tovar y Nadia Mendoza, 2015, primer largometraje de animación); Terror en Doomsville (Rocket Cartoons, 2016), Below 0 (Itai Hagage y Jonathan Gómez, premio a mejor corto del Festival Iberoamericano de Cortometrajes, España 2017).

## Costa Rica como sede de producciones extranjeras
Muchas producciones estadounidenses, europeas y sudamericanas utilizan al país como locación. Entre las películas extranjeras que se han filmado en suelo costarricense, destacan Carnaval en Costa Rica (Gregory Rattof, 1947), El Dorado (Carlos Saura, 1988), 1492: la conquista del paraíso (Ridley Scott, 1992), Congo (Frank Marshall, 1995), After Earth (M. Night Shyamalan, 2013) y Escuadrón suicida (David Ayer, 2016).